# Baltus Brösel
Baltus Brösel (* angeblich 29. Februar 1820 in Nutteln bei Wilster) ist ein fiktiver deutscher Dichter. In den 1960er Jahren erschienen zwei Gedichtbände mit seinem Namen als Verfasserangabe.

## Leben
Nach dem in Gesammelte Werke abgedruckten fiktiven Lebenslauf besuchte Baltus Brösel die Schule in Wilster und begann anschließend ein Studium in Wetzlar, das er allerdings abbrach, um bei einem Schrankenwärter in die Lehre zu gehen. Nach Abschluss seiner Gesellenzeit wurde er als Wärter des Bahnüberganges in sein Heimatdorf bestellt, in dem er aber in Ermangelung einer Bahnanbindung seiner Arbeit nicht weiter nachgehen konnte. Über sein weiteres Leben ist nichts bekannt.
Sein mehrere Gedichte umfassendes Werk wurde der Öffentlichkeit erst zugänglich, nachdem sein Nachlass angeblich im Jahr 1962 von seinem Urenkel auf dem Dachboden gefunden worden war. Dieser übertrug die Verwaltung des Nachlasses der Baltus-Brösel-Gesellschaft, die einige Gedichte in den Büchern Gesammelte Werke und Weitere Werke veröffentlichte, jedoch bereits im Vorwort anmerkte, die Gedichte seien in erster Linie aufgrund ihres unfreiwilligen Humors bemerkenswert.
In Weitere Werke wird angegeben, dass Baltus Brösel als Pionier der preußischen Armee am Deutsch-Dänischen Krieg teilgenommen hat. Seit dem 18. April 1864 wird er bei Düppel vermisst.
Baltus Brösels Gedicht Die Erfindung des Dieteriches wurde durch das Musikerduo Witthüser & Westrupp vertont. Fred Warden widmete ihm einen Text mit dem Titel Eine Psychoanalyse des frühen Baltus Brösel.

## Werke
- Gesammelte Werke, herausgegeben im Auftrag der Baltus-Brösel-Gesellschaft, Ahrensburg/Holst. : Damokles Verlag 1966
- Weitere Werke, herausgegeben im Auftrag der Baltus-Brösel-Gesellschaft, Ahrensburg/Holst. ; Paris : Damokles-Verlag, 1969